# جمال الليثي
جمال الليثي (27 فبراير 1926 - 29 يونيو 2011) منتج سينمائي مصري.

## حياته ومسيرته
ولد بالقاهرة 27 فبراير 1926، تخرج في الكلية الحربية، واختير ضمن تنظيم الضباط الأحرار الذين قاموا بثورة يوليو 1952. أوكل له الرئيس الراحل جمال عبد الناصر إدارة الشئون المعنوية، ثم أوكل له رئاسة شركة القاهرة للسينما ثم افتتح جمال الليثي شركته الخاصة للإنتاج السينمائي.
يعد المنتج جمال الليثي رائد الإنتاج السينمائي في مصر في عهد ما بعد ثورة 23 يوليو، حيث قدم للسينما المصرية أكثر من 600 فيلم سينمائي من أبرز أفلام السينما المصرية، والتي صعدت بالسينما المصرية إلى المنافسة العالمية وبعض هذه الأفلام صنف ضمن أهم كلاسيكيات السينما العالمية، أهمها أفلام: ثرثرة فوق النيل، والزوجة 13، واللص والكلاب، إشاعة حب، ميرامار، ومعظم أفلام عبد الحليم حافظ، وإسماعيل ياسين.

## وصلات خارجية
- جمال الليثي على موقع الدهليز
- جمال الليثي على موقع قاعدة بيانات الأفلام العربية